# 科拉爾金礦
《科拉爾金礦》是一部2018年印度卡納達語時代動作片，由普拉尚斯·尼爾編導，維傑·基爾甘度爾（Vijay Kiragandur）的漢巴利電影製作。主演陣容包括亞許、斯里尼迪·謝蒂、瓦希夏塔·恩·希姆哈、拉馬錢德蘭·拉朱、艾查娜·喬伊斯、安南特·納戈、阿丘特·庫馬爾、馬拉威卡·阿維納什、T·S·納迦巴拉納和B·蘇雷沙。本片的預算達8億盧比上映時製作成本最高的卡納達電影。在片中，洛基（Rocky）是效力於孟買著名黃金黑手黨的高階幹部，並為了實現母親的諾言而尋求權力與財富。名聲顯赫的他被當地黃金黑手黨頭目僱用，以刺殺科拉爾金礦（KGF）創始人之子哥魯達（Garuda）。
本片是尼爾執導的第二部長片作品，2017年1月展開拍攝，2018年8月殺青。作曲家拉維·巴蘇為本片配樂譜寫。《科拉爾金礦》2018年12月21日於印度上映，泰盧固語、泰米爾語、馬拉雅拉姆語和印地語的配音版隨後發行。本片獲得了外界普遍好評，導演、故事、對白、攝影、動作場面、音樂和演員表現皆受到讚譽，之後成為邪門經典。電影在商業上表現成功，總票房達25億盧比，至此成為卡納達電影史上票房之最。在第66屆印度國家電影獎上，本片獲得最佳特技編排及最佳特效兩大獎；而在第66屆南印度電影觀眾獎的五項提名中獲得兩項大獎，其中包括最佳電影與最佳男主角（亞許）。
本片為《科拉爾金礦》系列電影的首部作品，續集兼系列第二部《科拉爾金礦2》於2022年上映。

## 劇情
記者阿南德·英格拉吉的著作《黃金之城》詳細介紹了1951年至2018年間科拉爾金礦（KGF）發生的事件，該書被印度政府禁止，但電視新聞頻道24新聞（24/News）藉此書採訪了他。
1951年，政府官員在邁索爾邦南部發現金礦；同一晚，未成年的貧窮女子桑塔瑪生下了男嬰拉賈·克里希納帕·拜亞。富有權勢的教主兼政客蘇利亞瓦爾丹殺害了在場的官員們，以經營納拉奇（Narachi）石灰石礦為藉口，租借土地99年，以獨佔當地的金礦，同時秘密成立了KGF及其犯罪集團。蘇利亞瓦爾丹為了照顧自己的帝國，任命了五名高階合夥人維持產業的運作：卡邁勒，蘇利亞瓦爾丹已故同事巴爾加夫之子，負責管理瓦爾恰（Varca）的黃金精煉廠；拉金德拉·德賽，負責監督來自精煉廠的精煉金條的運輸；安德魯斯，負責監督西海岸的黃金走私；古魯·潘迪安，政府內的DYSS黨主席，負責蘇利亞瓦爾丹的政治影響力；阿迪拉，蘇利亞瓦爾丹之弟，以其冷酷無情而聞名，領導著KGF的維安部門。蘇利亞瓦爾丹中風後性命垂危，並任命長子哥魯達為KGF的未來繼承人，期望阿迪拉擔任他兒子的助手，但阿迪拉試圖暗殺哥魯達未果，哥魯達反過來炸毀阿迪拉的車輛，殺死了阿迪拉。蘇利亞瓦爾丹的合夥人們覬覦起KGF的財富，並計劃暗殺哥魯達。
10歲的拉賈來到孟買，按照垂死母親的願望尋求財富和權力，並為黃金走私販兼安德魯斯的二把手謝蒂工作。多年後，拉賈長大成人並自稱為「洛基」，地位不斷提升，負責監督「非洲」金條運抵孟買海岸，並對抗著杜拜的黑社會老大伊納亞·哈利勒，影響力開始與謝蒂相提並論。安德魯斯注意到了這一點，向他提出了暗殺哥魯達的任務，成功後便給他整個孟買的黃金走私。洛基接受被前往班加羅爾，並對德賽之女瑞娜一見鍾情，激怒了瑞娜的未婚夫卡邁勒，他立刻不喜歡洛基。德賽、安德魯斯、卡邁勒和安德魯斯的秘書達亞為了將哥魯達引出KGF，組織了一場雕像落成儀式，洛基帶著一把走私進場的手槍進入黨辦公處。但在行動開始之前，他們就被哥魯達的保鑣識破。洛基放棄此機會後，自願隻身前往KGF，並在殺死一群守衛後偽裝成被奴役的工人，偷渡進入礦區。KGF的工人被強行綁架，遭受非人待遇並被當作奴隸對待。洛基雖然一開始表現得很冷漠，但後來被守衛冷血槍殺了一對母子而打動。洛基偷偷地查看了保全室的礦井地圖，但此行徑仍被哥魯達察覺；一名奴隸同伴為了拯救妻子及未出生的孩子，自願冒名成洛基而遭處決。安德魯斯、卡邁勒和德賽誤認為洛基已被殺。
洛基為了拯救一名失明的老奴隸，殺死了23名守衛；透過此舉，洛基在奴隸眼中成為了救世主。他命令眾人燒毀守衛的屍體，讓安德魯斯及其手下透過線人庫卡尼和哥魯達之弟維拉特，傳達自己還活著的訊息。哥魯達準備離開住所去調查火災和失蹤的守衛，維拉特悶死了蘇利亞瓦爾丹，讓哥魯達折返回家。哥魯達受到近期事件的影響，下令將迦梨女神的儀式從下週重新安排到隔天，並計劃在儀式完成後立即殺死父親的合夥人們。第二天，洛基毫無防備地穿過一條隧道，前往哥魯達決定斬首三名奴隸作為向女神獻祭的地點；KGF指揮官瓦納拉姆發現，第三名被斬首的奴隸死在牢房內。當哥魯達到達並斬首了兩名奴隸時，裝成奴隸的洛基掙脫束縛、斬首了他。欣喜若狂的奴隸們接受洛基為他們的領袖。
回到現今，英格拉吉作結，洛基故意選擇KGF作為暗殺哥魯達的地點，喚起一支奴隸大軍幫助自己奪取控制權。印度未來總理拉米卡·森得知了哥魯達被謀殺的消息；被推定死亡的阿迪拉聽到哥魯達的死訊後，計劃重新現身，伊納亞·哈利勒也是如此。但英格拉吉補充，這只是個開始。當瓦納拉姆命令部下攻擊洛基及奴隸們後，槍聲響起。

## 演員
- 亞許飾演「洛基」拉賈·克里希納帕·拜亞（Raja Krishnappa Bairya "Rocky"）[9]：孟買黑手黨的高階幹部。
  - 安莫·巴特卡（Anmol Vijay）飾演年幼的洛基[10]
- 斯里尼迪·謝蒂（英语：Srinidhi Shetty）飾演瑞娜·德賽（Reena Desai）：拉金德拉·德賽之女，洛基的追求對象。
- 瓦希夏塔·恩·希姆哈（英语：Vasishta N. Simha）飾演卡邁勒（Kamal）：瑞娜的前未婚夫，KGF的高階合夥人。
- 拉馬錢德蘭·拉朱（英语：Ramachandra Raju）飾演哥魯達（Garuda）：蘇利亞瓦爾丹的長子。
- 艾查娜·喬伊斯（英语：Archana Jois）飾演桑塔瑪（Shanthamma）[11]：洛基之母。
- 安南特·納戈（英语：Anant Nag）飾演阿南德·英加拉吉（Anand Ingalagi）：《黃金之城》的作者。
  - 艾索克·夏馬（Ashok Sharma）飾演年輕的阿南德·英加拉吉
- 阿丘特·庫馬爾（英语：Achyuth Kumar）飾演古魯·潘迪安（Guru Pandian）：DYSS黨主席兼KGF的高階合夥人，為KGF提供政治支援。
- 馬拉威卡·阿維納什（英语：Malavika Avinash）飾演迪帕·赫格德（Deepa Hegde）：電視新聞頻道24新聞（24/News）的主編。
- T·S·納迦巴拉納（英语：T. S. Nagabharana）飾演斯里尼瓦斯（Srinivas）：24新聞的老闆。
- B·蘇雷沙（英语：B. Suresha）飾演維塔爾（Vittal）：KGF的奴隸。
- 巴拉克里希納（Balakrishna）飾演伊納亞·哈利勒（Inayat Khalil）：杜拜的黑社會老大，謝蒂的競爭對手。
- 拉梅什·英迪拉（Ramesh Indira）飾演蘇利亞瓦爾丹（Suryavardhan）：KGF政治邪教的創始人，哥魯達和維拉特之父。
- 維奈·比達帕（Vinay Bidappa）飾演維拉特（Virat）：蘇利亞瓦爾丹的次子，哥魯達之弟。
- 拉基·拉克什曼（Lakki Lakshman）飾演拉金德拉·德賽（Rajendra Desai）：瑞娜之父，KGF的高階合夥人。
- B·S·阿維納什（B. S. Avinash）飾演安德魯斯（Andrews）：謝蒂的老闆，KGF的高階合夥人。
- 塔拉克·蓬納帕（Tarak Ponnappa）飾演達亞（Daya）：安德魯斯的秘書。
- 迪內什·曼加魯魯（Dinesh Mangaluru）飾演謝蒂（Shetty）：洛基的雇主，也是著名的黃金走私販。
- 哈里什·拉伊（Harish Rai）飾演卡西姆（Khasim）：謝蒂的助手兼洛基的知己。
- 戈文德·高達（Govinde Gowda）飾演24新聞的打雜小弟
- 阿亞帕·P·夏爾馬（Ayyappa P. Sharma）飾演瓦納拉姆（Vanaram）：KGF指揮官。
- 約翰·寇肯（英语：John Kokken）飾演約翰（John）：KGF外圍堅守者。
- 魯帕·拉亞巴（Roopa Rayappa）飾演香蒂（Shanthi）：KGF的奴隸，懷有身孕。
- 桑帕斯·梅特里亞（Sampath Maitreya）飾演香蒂之夫
- 普尼特·魯德拉納格（Puneeth Rudranag）飾演瑞加（Rugga）：KGF礦場的監工。
- 塔曼娜·巴提亞飾演米琪（Milky）：特別演出歌曲〈約科格〉（Jokae）。
- 穆尼·羅伊（英语：Mouni Roy）飾演露西（Lucy）：特別演出歌曲〈加利〉（Gali Gali）。

## 備註
1. ↑  或稱為《科拉爾金礦：第一章》、《黃金之城》、《黃金之城：第一章》。
2. ↑  相當於2023年的10.7億盧比或1300萬美元。

## 外部連結
- 互联网电影数据库（IMDb）上《科拉爾金礦》的资料（英文）
- 爛番茄上《科拉爾金礦》的資料（英文）
- 《科拉爾金礦》的Bollywood Hungama頁面